# Hundholm
Hundholm är en ö i Finland. Den ligger i Skärgårdshavet och i kommunen Kimitoön i den ekonomiska regionen  Åboland i landskapet Egentliga Finland, i den sydvästra delen av landet. Ön ligger omkring 54 kilometer söder om Åbo och omkring 150 kilometer väster om Helsingfors. Hundholm ligger 11 meter över havet. Den ligger på ön Långfuruholm.
Öns area är 2,8 hektar och dess största längd är 250 meter i sydväst-nordöstlig riktning. Närmaste större samhälle är Dragsfjärd, 14,0 km nordost om Hundholm.